# Uniqlo
UNIQLO Co., Ltd. est une marque commerciale de Fast Retailing, groupe japonais de conception, confection et distribution de vêtements. 

## Histoire
En 1984, Tadashi Yanai ouvre à Hiroshima le premier point de vente de Unique Clothing Warehouse, Uniqlo (et non Uniclo comme il était prévu, à cause d'une erreur de transcription administrative). « Uniqlo » reste la contraction de « Unique Clothing ».
Après un premier magasin ouvert en France le 14 décembre 2007 à La Défense, un second magasin de 2 150 m2  est ouvert le 1er octobre 2009 dans le 9e arrondissement de Paris. En 2009, UNIQLO dispose déjà de deux autres magasins géants à Londres (le premier en Europe, ouvert en 2021) et New York. 800 personnes sont présentes à l'ouverture du magasin du 9e arrondissement, qui attire encore 200 à 300 personnes le 9 octobre. En 2011, la chaine agrandit son magasin de New York situé sur la Cinquième avenue, qui devient avec 3 000 mètres carrés son plus grand magasin au monde, ainsi que son magasin de la Défense, passant de 200 à 2 000 m2,, dépassé par l'ouverture en mars 2012 d'un magasin de 4 959 m2 dans le quartier de Ginza à Tokyo qui sera dépassé par l'ouverture d'un magasin de 6 600 m2 à Shanghai.
De 2009 à 2019, Uniqlo souhaite ouvrir 4 000 magasins dans le monde, dont 3 000 hors du Japon, afin de rivaliser avec Gap, Inditex et H&M. 300 magasins devraient ouvrir en Europe, de 2 000 m2, dont cinq à six à Paris. 
Au Japon, les ventes de septembre 2012 à août 2013 gagnent 10,2 % sur un an, et le nombre de clients augmente de 12 %. À l'étranger, les ventes annuelles bondissent de 64 % et le profit d'exploitation de 67 %, grâce à l'ouverture à de magasins en Chine et dans le reste de l'Asie. Entre septembre et novembre 2013, les ventes à l'étranger augmentent de 76,8 % avec 114 milliards de yens (845 millions d'euros).
En 2014, le chiffre d'affaires Europe s'élève à 203 millions d'euros (+131 % par rapport à 2013).
Le 2 août 2015, Disney signe un contrat avec Uniqlo pour commercialiser des produits Star Wars, Avengers et La Reine des neiges en Chine, où la marque possède de nombreuses boutiques,,.
Son siège de plus de 18 000 m2, surnommé « Uniqlo City » de par son importance, s'installe proche de la baie de Tokyo en 2017 : outre Uniqlo, il intègre les marques Princesse TamTam, Comptoir des cotonniers ou Helmut Lang.

## Activité
Elle détient la première place en ventes et en profits des magasins d'habillement du Japon. En 2007, elle possède près de 750 boutiques dans le monde. Fin 2014, elle possède 853 magasins au Japon et près de 700 à l'étranger, contre 851 au Japon et 347 à l'étranger en novembre 2012, puis 2 434 points de vente en 2024 L'entreprise fonctionne sur le modèle de la fast fashion de par les quantités fabriquées. Pourtant, bien que parfois qualifiée de marque « fast fashion », celle-ci possède une orientation plus qualitative, avec des produits « faciles à vivre et fonctionnels », avec des collections plus longues, souvent améliorées et renouvelées seulement dans les détails, comme le souligne Le Point. Elle s'éloigne ainsi des vêtements « jetables » de la concurrence. Les collections restent internationales et non adaptées à chaque pays, avec une nette tendance vers la simplicité, minimaliste.
Plusieurs produits marquent notablement l'activité d'Uniqlo : Uniqlo commercialise une polaire en 1994 vendue à 2 millions d'exemplaire au Japon cette année là ; le sous-pull « Heattech » créé en 2003 se vend à 1,5 milliard de pièces en 20 ans ; l'entreprise commercialise en 2009 la doudoune « Ultra Light ».

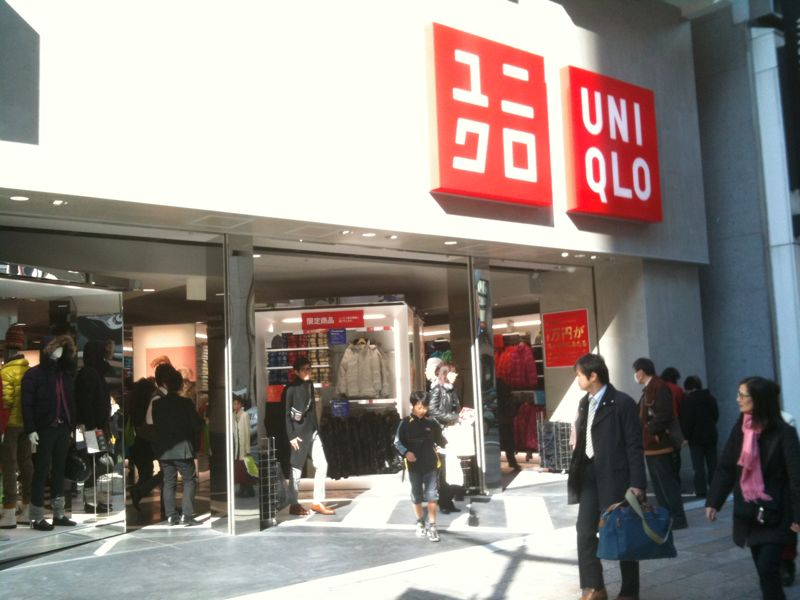
Magasin à Ginza (Tokyo).
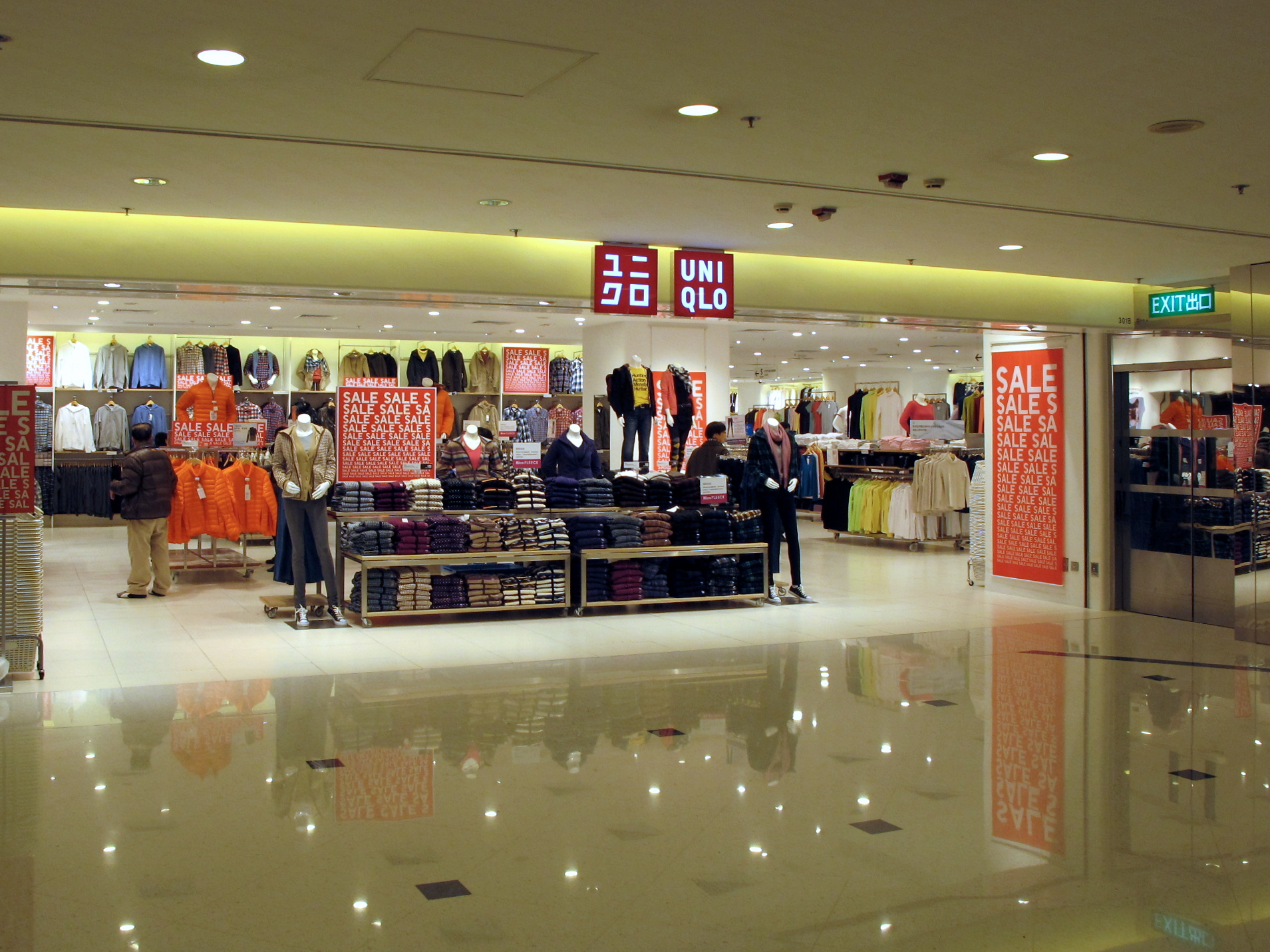
Magasin à Hong Kong.
Logo japonais.

### Uniqlo en Belgique
Uniqlo a ouvert son premier magasin en Belgique en octobre 2015 à Anvers sur le Meir, ce qui en fait le cinquième pays d'Europe et le premier au Benelux à ouvrir un magasin Uniqlo. La deuxième succursale a ouvert ses portes dans le centre commercial de Wijnegem l'année suivante, mais a fermé ses portes en 2022. La première succursale à Bruxelles a ouvert ses portes chez The Mint en octobre 2017. Une autre agence a été ouverte à Ixelles en 2020. 

### Uniqlo au Canada
Début 2015, Uniqlo annonce son entrée sur le marché canadien à l'automne 2016 via l'ouverture de deux magasins à Toronto. En novembre 2024, Uniqlo possède 28 magasins au Canada. Douze dans la région du Grand Toronto, cinq dans la région du grand Vancouver, quatre en Alberta, cinq au Québec et deux à Ottawa. A Montréal, le premier magasin ouvert l'a été sur la rue Sainte-Catherine, dans le Centre Eaton en octobre 2020. Les cinq succursales québécoises sont toutes situées dans la  Grand Montréal. En juin 2023, une succursale dans la capitale canadienne Ottawa a été ouverte au Centre Rideau. La première succursale de Calgary a ouvert ses portes en août 2023 au Centre Chinook. Il a été annoncé que le premier magasin Uniqlo de la Ville de Québec, au centre commercial Place Sainte-Foy, ouvrira ses portes en août 2025.

### Uniqlo en France
Dès les années 2010, les quartiers ciblés à Paris sont les Champs-Élysées, la rue de Rivoli, la rue de Rennes et le Forum des Halles. Les premières boutiques ouvrent dans le centre commercial Les Quatre Temps à la Défense, près de l'Opéra Garnier, dans les centres commerciaux So Ouest à Levallois-Perret et Beaugrenelle, dans le Marais  et à Montparnasse  ainsi qu'au centre commercial Belle Épine.
Les premières boutiques situées en dehors d'Île-de-France ouvrent à Marseille dans le centre commercial des Terrasses du Port au printemps 2014 et à Strasbourg en novembre de la même année. Une autre boutique ouvre le 22 octobre 2015 à Cagnes-sur-Mer au centre commercial Polygone Riviera. En 2016, Uniqlo ouvre cinq nouvelles boutiques.
En 2017, des boutiques ouvrent à Lille dans le centre commercial Euralille, Montpellier, Bordeaux-Lac, Val d'Europe, Lyon, au Printemps Nation à Paris et à Metz dans le centre commercial Muse. En 2018, s'ajoutent les boutiques de Passy Plaza à Paris, Parly 2, Carré Sénart puis au centre-ville de Rennes qui en fait la première boutique du grand ouest. Cette dernière sera suivie deux ans plus tard par l'ouverture du magasin de Nantes.
Le 15 septembre 2023, le magasin phare Uniqlo de l'Opéra de Paris est restauré. L'agence, ouverte en 2009, s'agrandit de 2 000 m2 à 2 265 m2 et le premier Re.Uniqlo de France est également été ajouté.
Le magasin Uniqlo d'Annecy a ouvert le 23 novembre 2023 aux Galeries Lafayette sur 1 350 m2. À la date du 28 février 2025, il y a 28 magasins en France.
Une nouveau lieu ouvre ses portes le 25 avril 2024 à Nice dans le complexe Iconic de 1 000 m2. En juin 2024, Au total cette année là, la marque compte 28 boutiques en France, ce qui en fait le plus grand nombre de magasins Uniqlo en Europe.
Les magasins en France appartiennent à Uniqlo Europe Londres.

### Uniqlo en Luxembourg
Le 26 octobre 2023, Uniqlo ouvre sa première boutique au Luxembourg-Ville sur la Grand Rue. La succursale couvre 900 m2 sur trois étages et est la sixième succursale dans la région du Benelux.

## Avancées technologiques
Uniqlo aligne davantage sa vision vers la technologie, et ce à travers différents aspects.
D’abord, la marque développe des technologies en vue de garantir la qualité et la durabilité de ses vêtements. Grâce à ses avancements technologiques dans le textile et le tissage, Uniqlo promeut ses vêtements en tant que LifeWear. Les lignes LifeWear les plus remarquables sont les produits HeatTech et Airism : d’un côté, la technologie HeatTech permet de retenir la chaleur du corps tout en évitant la transpiration dans le vêtement, et de l’autre côté la technologie Airism permet l’évacuation de l’humidité tout en s’adaptant aux différentes conditions météorologiques. Parmi les autres vêtements LifeWear, le BlockTech est reconnu pour ses propriétés imperméables et coupe-vent, puis le Ultra Light Down pour sa légèreté et sa capacité de retenir la chaleur malgré sa mince épaisseur[source secondaire souhaitée].

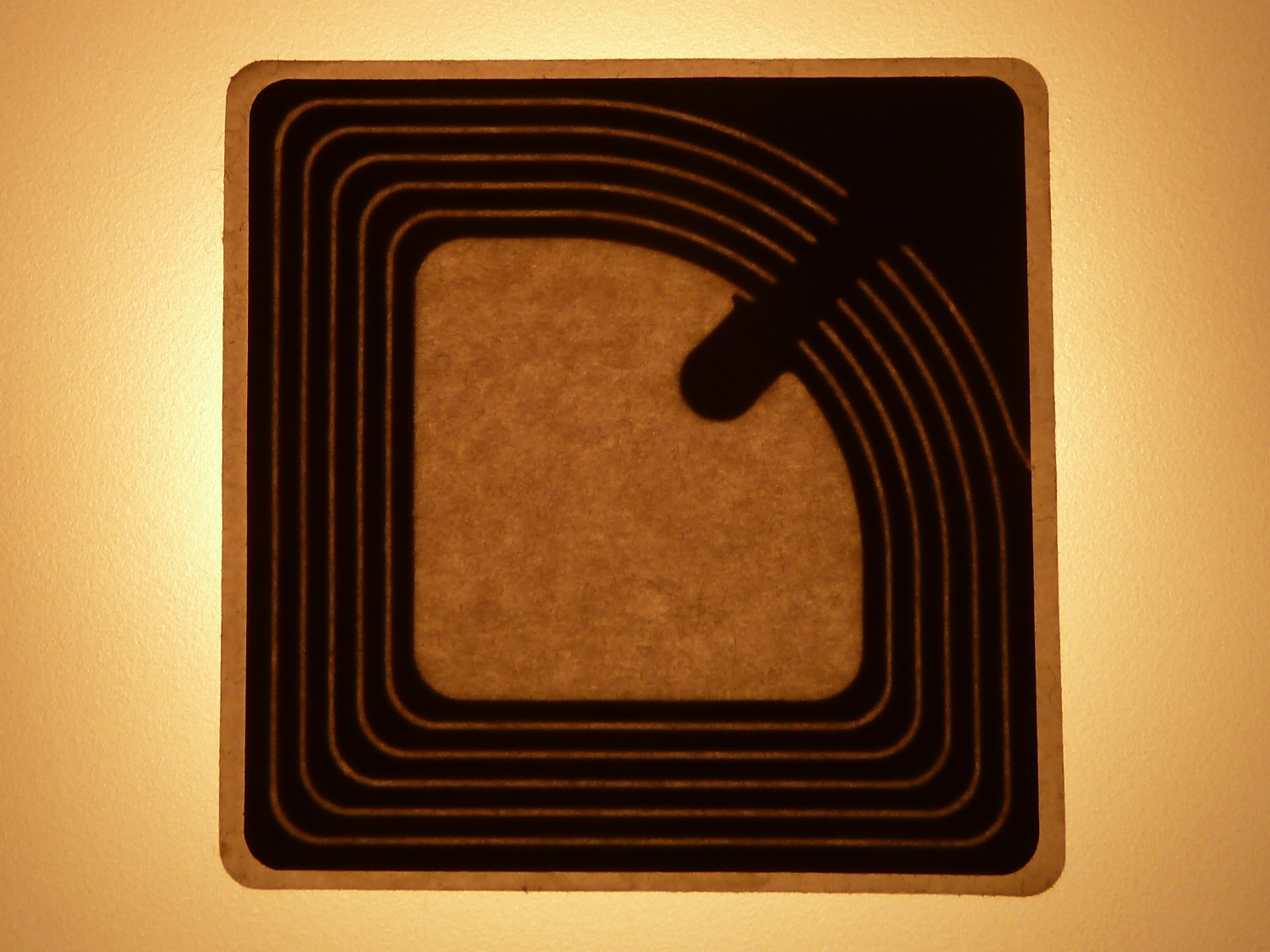
Prototype d'une étiquette RFID.

Ensuite, Uniqlo se caractérise telle une entreprise axée sur la technologie car ses magasins sont généralement équipés d’une variété d’outils technologiques essentiels pour leur bon fonctionnement. Parmi ces outils, on y retrouve des mannequins qui tournent sur place, des kiosques permettant aux clients de chercher des produits spécifiques ou de vérifier des disponibilités, des caisses libre-service automatisées grâce à la technologie RFID, des assistants de shopping virtuel. 

## Collaborations
Nicola Formichetti, directeur mode du magazine Vogue Homme Japan, est nommé responsable styliste de l'Uniqlo Designers Innovation Project en 2008.
La marque a collaboré pendant trois ans (2009 à 2011) avec la styliste allemande Jil Sander,. Comme directrice artistique, elle a lancé la ligne « + J » qui a reçu le Brit Insurance Fashion Award 2011.
L'entreprise a fait appel au groupe de danseur japonais de popping U-Min pour sa promotion en 2006.
En 2008, le styliste Alexander Wang collabore avec la marque.
En 2011, ses nouvelles égéries publicitaires en France sont Ludivine Sagnier et Yuksek.
Uniqlo ouvre avec Bic Camera, une des plus grandes chaines de magasins d'électronique au Japon, une boutique commune appelée « Bicqlo » le 27 septembre 2012, sur une surface de 22 000 m2, à la place d'un magasin Bic Camera existant. Bic Camera loue trois étages à Uniqlo sur les huit qui lui appartiennent dans cet immeuble de Shinjuku, dans le but de promouvoir ensemble des produits des deux marques,.
Jonathan Anderson, qui dessine également sous son nom ou pour Loewe, collabore avec la marque depuis 2017.
Uniqlo a collaboré avec Comptoir des Cotonniers, appartenant également au groupe, pour leur doudoune utilisant la technologie japonaise Premium Light Down de la saison automne-hiver 2012[réf. nécessaire].
Clare Waight Keller possède sa propre ligne « Uniqlo : C » ; elle prend en 2024 la responsabilité de la ligne principale de la marque. Il existe également « Uniqlo : U », ligne de Christian Lemaire et Sarah-Lin Tran.
En parallèle, Uniqlo est partenaire de certaines institutions comme le MoMA, le musée du Louvre en 2021 ou L'Opéra Garnier en 2023, entre autres par la création de t-shirts au motif artistique.

### Comme équipementier de sport
Le 23 mai 2012, l'équipementier japonais signe un contrat de cinq ans avec l’emblématique joueur de tennis serbe Novak Djokovic, alors numéro un mondial, et en sera l’ambassadeur pendant 5 ans jusqu’à ce qu’il signe 5 ans presque jour pour jour plus tard chez Lacoste. Le 2 juillet 2018, la marque annonce sur Twitter avoir signé un contrat avec le joueur de tennis suisse Roger Federer, qui, un peu plus d’un an après Djokovic, devient son nouvel ambassadeur global de la marque pour la somme de 300 millions d'euros sur 10 ans. Roger Federer apparaît habillé par son nouvel équipementier le jour-même pour son premier match du Tournoi de Wimbledon,.

## Polémiques et affaires
Le 18 octobre 2013, le tribunal de Tokyo a reconnu que certaines critiques émises par des journalistes sur les conditions de travail dans les magasins de UNIQLO au Japon (un nombre excessif d'heures supplémentaires) et dans ses usines en Chine (de mauvaises conditions de travail) étaient fondées.
En avril 2021, Sherpa, le collectif Ethique sur l’étiquette, l’Institut ouïgour d’Europe et une Ouïgoure portent plainte en France contre « quatre multinationales de l’habillement, accusées de tirer profit du travail forcé imposé aux Ouïghours » au Xinjiang, une région au nord-ouest de la Chine. Les Ouïghours sont une minorité musulmane persécutée en Chine. Faisant suite à cette plainte, le Parquet national antiterroriste (PNAT) ouvre une enquête en juin 2021 « notamment contre Inditex, Uniqlo, Maje, Sandro et Claudie Pierlot, pour recel de crimes contre l’humanité ». La plainte est classée sans suite en avril 2023,. En mai 2023, Sherpa, le collectif Ethique sur l’étiquette, l’Institut ouïgour d’Europe et une Ouïgoure déposent une nouvelle plainte avec constitution de partie civile visant les infractions de recel de quatre crimes : « crimes contre l’humanité, génocide, réduction en servitude aggravée et traite des êtres humains en bande organisée » et doit permettre d’obtenir la désignation d’un juge d’instruction.

### Source
Vicky Chahine, « Uniqlo, les clefs d'un succès », Le Point, nos 2734-2735,‎ 19-26 décembre 2024, p. 184-188 (ISSN 0242-6005). 